# Glina, Ilfov
Glina là một xã thuộc hạt Ilfov, România. Dân số thời điểm năm 2002 là 7149 người.